# Marina Tat
Marina Tat (Phnom Penh, 21 de octubre de 1983) es una ex-modelo camboyana que sobrevivió a un ataque con ácido en diciembre de 1999.
El caso atrajo la atención pública, primero en Camboya, donde Tat era conocida como un ídolo prometedor, y luego a nivel internacional, ya que el ataque fue organizado y llevado a cabo por la esposa de un alto funcionario del gobierno camboyano.
Tat se casó tras el ataque y se trasladó a vivir a los Estados Unidos como refugiada política, debido a las amenazas recibidas en su país de origen por exponer públicamente su historia.

## Biografía
Tat nació el 21 de octubre de 1983 en Phnom Penh, en el seno de una familia muy pobre. Es la tercera de nueve hermanos. Debido a las difíciles condiciones económicas en las que se encontraba su familia, se vio obligada a dejar la escuela en la adolescencia para ayudar a su familia.
Con 14 años, comenzó a vender smoothies en  Phnom Penh. Quería convertirse en cantante de karaoke, una actividad muy popular en su país. Para conseguirlo, cantó en pequeños clubes de karaoke, logrando conseguir un trabajo en una productora cinematográfica. Gracias a este trabajo, Tat firmó contratos como modelo publicitaria y en 1998 comenzó a trabajar con Golden CD Music Productions, empresa que producía y publicitaba vídeos de karaoke, dándose a conocer en el mundo con el nombre artístico de "Rina".
Tat ayudó económicamente a su familia y a sus vecinos.

### El encuentro con Svay Sitha
A finales de 1998, Tat fue contactada por Svay Sitha, en ese momento una estrella en ascenso en el gobierno y en el Partido Popular de Camboya. En Camboya es una práctica común que los hombres adinerados busquen chicas jóvenes y atractivas para desempeñar el papel de amantes o segundas esposas, especialmente en el campo del karaoke. A principios de 1999, Svay Sitha logra establecer una relación con ella, haciéndola creer que era célibe. Cuando Tat, descubrió que estaba casado y tenía cuatro hijos, trató de poner fin a la relación sin éxito, a pesar de que Sitha era consciente de los riesgos que ella corría la obligó a continuar con él. En junio de 1999, Tat comenzó a recibir llamadas telefónicas de Khuon Van Dee, el sobrino de la esposa de Svay Sitha, Khuon Sophal, en las que la amenazaba con un ataque con ácido si no terminaba la relación. Svay Sitha tomó la decisión de trasladar a Tat de Phnom Penh a la ciudad de Battambang, sin darle explicaciones del motivo.

## El ataque con ácido
El 5 de diciembre de 1999, Tat fue atacada mientras se encontraba de compras en el Mercado Olímpico de Phnom Penh ante el inminente traslado a Battambang. 
Khuon Sophal, la esposa de Svay Sitha, la arrastró por el cabello y la arrojó al suelo. A continuación, fue rodeada por un grupo de cinco o seis hombres y golpeada repetidamente hasta quedar inconsciente. Posteriormente, Sophal vertió sobre el rostro y el cuerpo de Tat ácido nítrico, contenido en un recipiente de unos 5 litros. Aunque la investigación policial centró las sospechas en Khuon Sophal, ni la mujer ni los hombres involucrados fueron juzgados ni arrestados por el crimen cometido.

### Tratamiento y recuperación
Tat fue ingresada en el Hospital Preah Kossamak en Phnom Penh y dos semanas después fue trasladada al Hospital Cho Ray, el hospital más grande de la ciudad de Ho Chi Minh, en Vietnam, para poder someterse a trasplantes de piel. Los daños físicos provocados por la acción del ácido fueron numerosos: su rostro quedó casi completamente desfigurado y destrozado por el líquido corrosivo. El ácido dañó el 43% de su cuerpo. Marina perdió su cabello, el párpado de su ojo derecho, ambas orejas, lo que además le causó una pérdida de audición y olfato. Algunos testigos del ataque coincidieron en que pudo salvar su vista porque, en el momento en que le lanzaron el ácido se encontraba tendida con la cara hacia el suelo e instintivamente se cubrió los ojos.
Más tarde, se mudó a Estados Unidos para someterse a una serie de cirugías, con el apoyo de su hermanastro Ta Sequndo, un enfermero camboyana residente en el país americano.

## Repercusión
En marzo de 2009, Tat concedió una entrevista al diario camboyano Phnom Penh Post, en la que reiteró que estaba convencida de que la mujer culpable de la agresión contra ella era Khuon Sophal. Svay Sitha confirmó que su esposa fue acusada del crimen cometido, pero no fue procesada porque no pudo ser localizada por la policía camboyana.

### Documental
En 2009, Tat colaboró con la productora de cine Skye Fitzgerald para la realización del documental Finding Face, que narraba su historia y el largo camino de recuperación que enfrentó tras el ataque con ácido. El trabajo recibió un gran reconocimiento de la crítica y el público y obtuvo varios premios cinematográficos.

### Novela gráfica
En 2008, un grupo de estudiantes de la  Universidad de Stanford produjo una novela gráfica titulada Shake Girl, basada en la vida de Tat.

## Después del ataque con ácido
En 2010, tras la exposición en los medios por el lanzamiento del documental Finding Face, la familia de Tat se mudó a los Países Bajos ante el temor de posibles represalias.
Gracias al ruido mediático, a finales de 2011 el gobierno camboyano redactó una ley para limitar la venta de ácido y endurecer las penas para los responsables de estos atentados. La esposa de Svay Sitha, a pesar de una sentencia que habría incluido su arresto, nunca llegó a cumplir ningún día de detención por su crimen.

## Artículos relacionados
- Agresión con ácido
- La violencia de género

- Datos: Q7687775